# Дефтердар (квартал)
„Дефтердар“ (на турски: Defterdar) е квартал на Истанбул, разположен в градска околия Еюпсултан. Общата му площ е 0,94 км2. Според данни на Адресната система за регистриране на населението (ABPRS) към 2024 г. населението на „Дефтердар“ е 4461 жители.